# Edifício Oliver (Chicago)

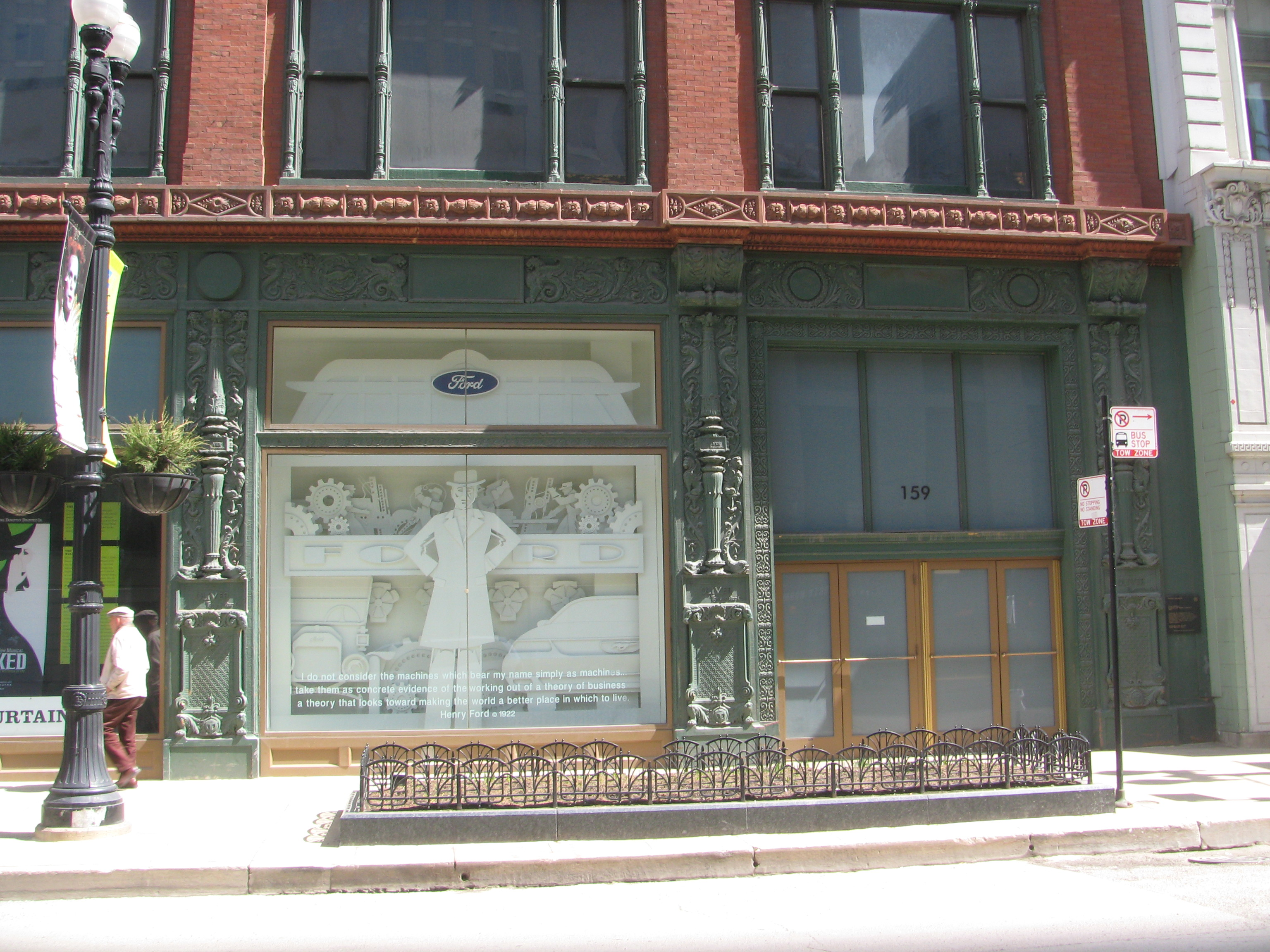
Porta da frente do Edifício Oliver com a ornamentação da Oliver Typewriter Company.

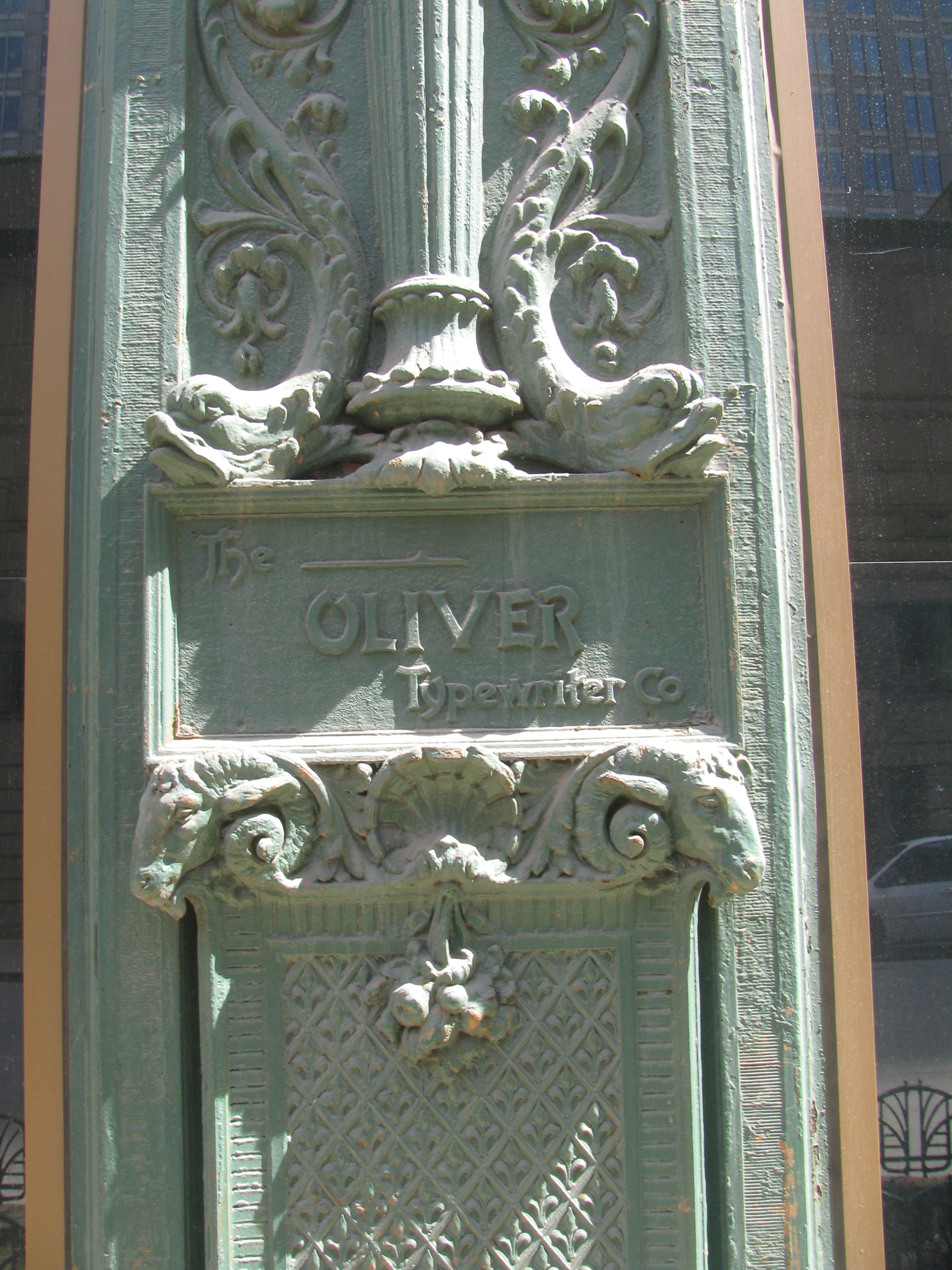
Ornamentação da Oliver Typewriter Company no Edifícios Oliver de Chicago.

O Edifício Oliver está localizado na rua Dearborn N°. 159, em Chicago, dentro do Loop. Foi construído para a Oliver Typewriter Company de 1907-1908 pela Holabird & Roche. Quando dois andares foram adicionados em 1920, a Holabird & Roche foi contratada para a expansão. O exterior em ferro fundido apresenta motivos relacionados à máquina de escrever. Foi declarado um marco histórico de Chicago em 9 de maio de 1984.
As janelas acima do segundo andar são conhecidas como "janelas de Chicago" e são largas vidraças enquadradas por janelas duplas mais estreitas. As janelas também incluem o nome da empresa abaixo do painel central.
Nos anos 90, quando o Teatro Oriental queria expandir sua área de bastidores, o arquiteto Daniel P. Coffey elaborou um plano de design que eviscerou o Oliver enquanto preservava um terço de sua estrutura original de aço, bem como a fachada de Dearborn do prédio e parte de sua fachada do beco.